# Петър Начев
 Тази статия е за участника в Четническата акция.  За дееца на ВМОРО вижте Петруш Начев.  
Петър (Поп)начев Икономов е български офицер революционер, войвода на Македонския комитет.

## Биография
Петър Начев е роден на 20 август 1869 година в Сливен, тогава в Османската империя. Завършва Военното училище в София през 1889 година и с чин подпоручик служи във Втори артилерийски полк във Враца. През февруари 1895 година като поручик постъпва във Висшия офицерски курс при Военното училище в София. Включва се в създадената Македонска организация, начело с Трайко Китанчев и през юни 1895 година Начев напуска армията и участва в подготовката на Четническата акция. Командва „Струмишката дружина“ в състав от 160 души, чиято цел е да нападне Струмица и да унищожи артилерийското отделение там. Негови четници са Михаил Апостолов, Михаил Радев и Васил Мутафов.
На 29 юни четата преминава границата при Ново село, като походът е много изморителен и четниците са капнали от умора. Поручик Петър Начев получава сърдечна криза при връх Голак и през нощта нарежда на четата да продължи, а той изостава за да почине. Установявайки, че състоянието му не се подобрява и за да не бъде в тежест на дружината си поручик Начев се самоубива едва на 26 години. След смъртта му четата е поета от Васил Мутафов. Лобното място на поручик Начев е в гората при притока на река Брегалница, близо до село Калиманци, на 300 крачки от шосето Царево село – Щип.